# Anna Laszuk
Anna Laszuk (n. 9 noiembrie 1969, Varșovia, Polonia – d. 12 octombrie 2012, Varșovia, Polonia) a fost o jurnalistă, prezentatoare de radio, scriitoare și activistă LGBT poloneză.

## Biografie și carieră
Ea a studiat la Liceul de Stat de Muzică „Karol Szymanowski” din Varșovia, iar după ce și-a primit diploma de muzician instrumentist, a studiat timp de un an la Academia de Muzică F. Chopin din Varșovia, la secția de pian. Din punct de vedere profesional, a fost inițial instructor la Palatul Tineretului din Łódź și a condus ateliere socio-terapeutice. După ce s-a mutat la Varșovia, a predat la Centrul de reabilitare și a condus atelierul de cântece de autor, precum și ateliere de muzică și teatru la Centrul de cultură „Muranów”.
Începând din 2000, Laszuk a lucrat pentru Radio TOK FM și a devenit șeful programului de radio Komentarze. Laszuk a fost redactor-șef pentru Furia, o revistă neregulată poloneză feministă-lesbiană. În plus, ea a condus și o trupă de teatru de amatori și a condus activități socioterapeutice pentru copii.
TOK FM a instituit din 2013 premiul anual Anny Laszuk, acordat pentru "activități, lucrări sau exprimări curajoase, neconvenționale, neobișnuite, care au avut un impact semnificativ asupra conștientizării publice și schimbării vieții poloneze".

## Viață personală și decesul

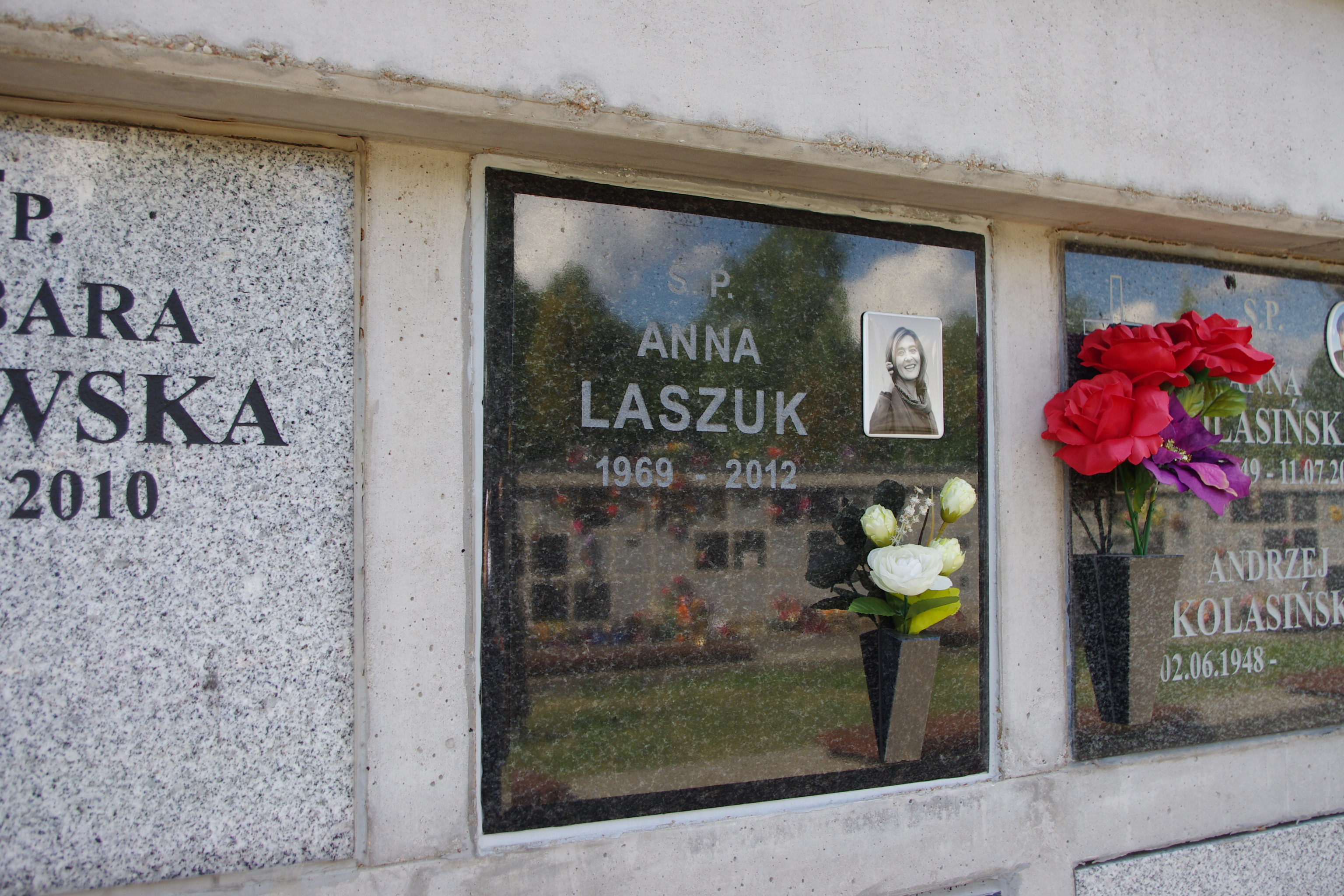
Mormântul Annei Laszuk în Cimitirul Comunal din Nord

Ea este lesbiană. A murit de cancer la 12 octombrie 2012 și a fost înmormântată în Cimitirul Comunal din Nord.

## Lucrări
- Laszuk, Anna (2006), Dziewczyny, wyjdźcie z szafy! [Fetelor, ieșiți din dulap!] (în poloneză), Fundacja Lorga, ISBN 978-83-923554-1-0, OCLC 654898151
- Laszuk, Anna; Sosnowska, Beata (2010), Mała książka o homofobii [O mică carte despre homofobie] (în poloneză), Wydawnictwo Czarna Owca, ISBN 978-83-7554-241-7